# Dialekt wschodniohercegowiński

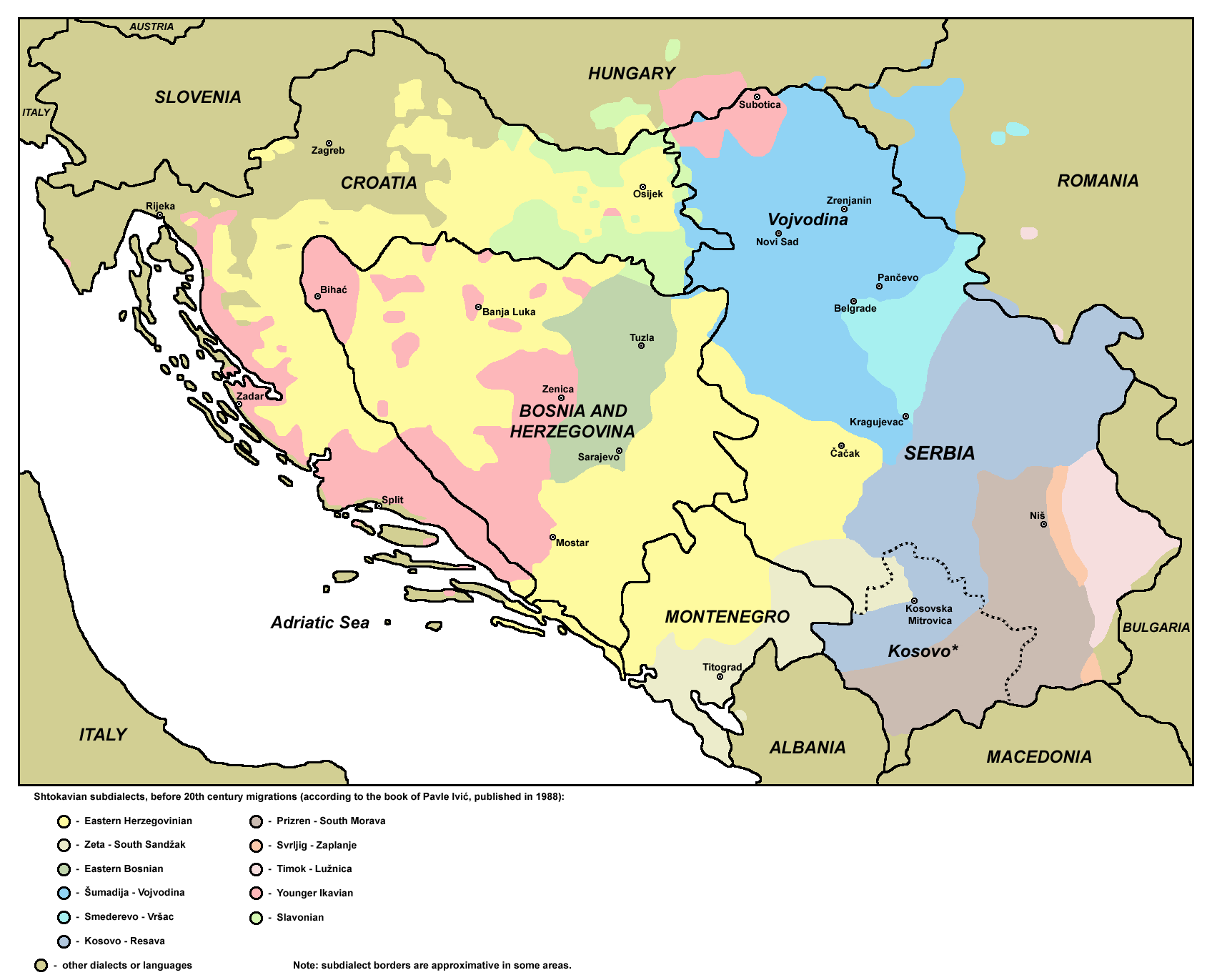
Dialekty sztokawskie, w tym dialekt szumadyjsko-wojwodiński

Dialekt wschodniohercegowiński (serb.-chorw. istočnohercegovački dijalekt, istočnohercegovačko-krajiški dijalekt) – dialekt sztokawski należący do grupy nowosztokawskich, używany w środkowej i wschodniej Hercegowinie aż po dolny bieg Neretwy, we wschodniej Bośni, zachodniej Serbii aż po Kraljevo i w północno-zachodniej Czarnogórze. Oprócz tego, na skutek migracji ludności w okresie osmańskim, użytkownikami dialektu wschodniohercegowińskiego są też mieszkańcy Slawonii i Baranii i terenów na zachód od rzeki Bośni.
Na dialekcie wschodniohercegowińskim oparto literacki język serbsko-chorwacki, a później też narodowe standardy bośniacki, czarnogórski, chorwacki oraz serbski. Szczególny wpływ miała gwara dubrownicka, która jeszcze w XVI wieku stała się podstawą języka literackiego kancelarii dubrownickiej.

## Cechy językowe
Do typowych cech fonetycznych gwar wschodniohercegowińskich należą:
- nowosztokawska akcentuacja charakteryzująca się przesunięciem miejsca akcentu o jedną sylabę wstecz[1],
- jekawski rozwój psł. *ě (jać), czyli do je i ije w zgłosce długiej, np. brȉjeg, cièna, śȅme < psł. *bergъ, *cěna, *sěmę[1], choć spotykane są ekawizmy, np. zȅnica, celívati[4],
- wtórna palatalizacja spółgłosek t i d do ć i đ, np. ćȅrati, đèvōjka < psł. *těrati, *děvojьka, a także s i z, wskutek czego powstały nowe fonemy ś i ź, np. śèkira < psł. *sěkira[5],
- zanik fonemu *χ, np. ljȅb, dȉjanije, ȕvo, mùa, rádik, grȁg wobec literackich hljȅb / hlȅb, dȉhanje, ȕho / ȕvo, mùha / mùva, rádih, grȁh[5],
- przejście ž w r w formach typu mȍreš, mȍre na całym obszarze dialektalnym[6].

Spośród charakterystycznych cech morfologii można wymienić:
- system deklinacyjny jest nowosztokawski, więc bliski językowi literackiemu[7], charakterystyczny jest synkretyzm form celownika, narzędnika i miejscownika w liczbie mnogiej[5],
- dopełniacz z końcówką zerową pojawia się, jednak wyłącznie z liczebnikami, np. sto dȉnār, pȅtero jȁńāc[8],
- zachowana jest różnica pomiędzy formami określonymi i nieokreślonymi przymiotników, np. Pȅtrova žȉta, bílo vòća dòbra, sînu nȉšt ne òstavľāj[9],
- gwary południowo-wschodnie mają archaiczne formy czasu teraźniejszego vìđu, vèľu i vòľu, a także innowacyjne typu bȉdnēm[9],
- aoryst i imperfekt są żywymi czasami przeszłymi na południowym wschodzie obszaru dialektalnego, zaś na północnym zachodzie imperfekt zanikł, a aoryst cechuje się charakterystycznymi końcówkami -šmo i -šte w liczbie mnogiej, np. bȉjadošmo, śȅdošmo, òdošte[9].